# 스냅!
스냅!(Snap!)은 1989년 프로듀서 미하엘 뮌칭과 루카 안질로티가 결성한 독일 유로댄스 그룹이다. 이 그룹은 수년에 걸쳐 여러 차례 라인업을 변경했으며 테아 오스틴, 터보 B, 니키 해리스, 페니 포드와 같은 미국 가수, 작곡가, 래퍼가 참여했다. 가장 인기 있는 히트곡으로는 "The Power"와 "Rhythm Is a Dancer"가 있으며, 두 곡 모두 여러 국가에서 1위를 차지했다.

## 디스코그래피
- World Power (1990년)
- The Madman's Return (1992년)
- Welcome to Tomorrow (1994년)